# Lillfjärden, Åland
Lillfjärden är en sjö i Hammarlands kommun i Åland (Finland). Den ligger i den västra delen av landskapet, 25 km nordväst om huvudstaden Mariehamn. Lillfjärden ligger 9 meter över havet. Den ligger på ön Fasta Åland. Arean är 9 hektar och strandlinjen är 1,87 kilometer lång. Sjön  ingår i Norra Ålands havs avrinningsområde. 
I övrigt finns följande vid Lillfjärden:
- Brändö (en halvö)